# Joaquim Pedro Soares
Joaquim Pedro Soares (? — ?) foi um médico e político brasileiro.
Filho de Joaquim Pedro Soares, foi doutor em medicina pela Faculdade de Medicina do Rio de Janeiro. Foi várias vezes deputado provincial e também deputado geral até a Proclamação da República.
Foi presidente interino da província do Rio Grande do Sul por duas vezes, de 4 de março a 19 de maio de 1881 e de 14 de janeiro a 27 de março de 1882.
Foi várias vezes Diretor da Biblioteca Pública do Estado em Porto Alegre, que se iniciou em 26 de maio de 1879, em substituição a Frederico Bier, tendo publicado diversas obras relacionadas à medicina.